# Mô hình màu CMYK

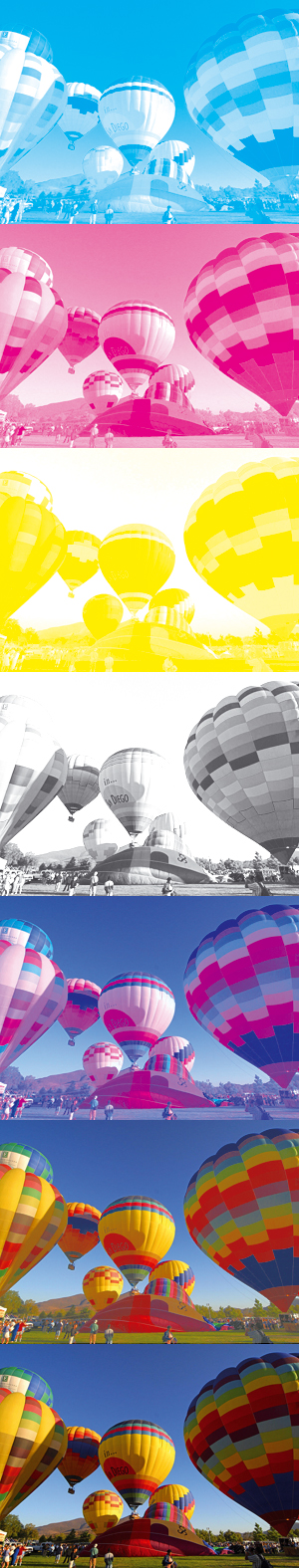
In tách màu:
1. Cyan C
2. Magenta M
3. Yellow Y
4. Black K
5. Cyan+Magenta C+M
6. Cyan+Magenta+Yellow C+M+Y
7. CMYK

Từ CMYK (hay đôi khi là YMCK) là từ viết tắt trong tiếng Anh để chỉ mô hình màu loại trừ sử dụng trong in ấn màu. Mô hình màu này dựa trên cơ sở trộn các chất màu của các màu sau:
- C=Cyan trong tiếng Anh có nghĩa là màu xanh lơ hay cánh chả
- M=Magenta trong tiếng Anh có nghĩa là màu cánh sen hay hồng sẫm
- Y=Yellow trong tiếng Anh có nghĩa là màu vàng
- K=Key (trong tiếng Anh nên hiểu theo nghĩa là cái gì đó then chốt hay chủ yếu để ám chỉ màu đen mặc dù màu này có tên tiếng Anh là black do chữ B đã được sử dụng để chỉ màu xanh lam (blue) trong mô hình màu RGB

để tạo các màu khác.
Hỗn hợp của các màu CMY lý tưởng là loại trừ (các màu này khi in cùng một chỗ trên nền trắng sẽ tạo ra màu đen). Nguyên lý làm việc của CMYK là trên cơ sở hấp thụ ánh sáng. Màu mà người ta nhìn thấy là từ phần của ánh sáng không bị hấp thụ. Trong CMYK hồng sẫm cộng với vàng sẽ cho màu đỏ, cánh sen cộng với xanh lơ cho màu xanh lam, xanh lơ cộng với vàng sinh ra màu xanh lá cây và tổ hợp của các màu xanh lơ, cánh sen và vàng tạo ra màu đen.
Vì màu 'đen' sinh ra bởi việc trộn các màu gốc loại trừ là không thực sự giống như mực đen thật sự hay màu đen của vật đen tuyệt đối (là vật hấp thụ toàn bộ ánh sáng), việc in ấn trên cơ sở bốn màu (đôi khi gọi là in các màu mặc dù điều này không chính xác) phải sử dụng mực đen để bổ sung thêm vào với các màu gốc loại trừ là các màu vàng, cánh sen và xanh lơ.
Việc sử dụng công nghệ in ấn bốn màu sinh ra kết quả in ấn cuối cùng rất cao cấp với độ tương phản cao hơn. Tuy nhiên màu của vật thể mà người ta nhìn thấy trên màn hình máy tính thông thường có sự sai khác chút ít với màu của nó khi in ra vì các mô hình màu CMYK và RGB (sử dụng trong màn hình máy tính) có các gam màu khác nhau. Mô hình màu RGB là mô hình dựa trên cơ sở phát xạ ánh sáng (màu bổ sung) trong khi mô hình CMYK làm việc theo cơ chế hấp thụ ánh sáng (màu loại trừ).

## Chuyển đổi
Việc chuyển đổi dữ liệu màu từ định dạng RGB sang định dạng CMYK là công việc cần thiết để thiết bị in ấn có thể tạo ra bản in có chất lượng chấp nhận được. Có điều này vì việc chuyển đổi như vậy rất có nhiều khả năng đánh mất dữ liệu về màu sắc của một số điểm ảnh nào đó do các màu này nằm ngoài giới hạn gam màu của CMYK.

### Chuyển đổi từ RGB sang CMYK
Để chuyển đổi từ RGB sang CMYK, các giá trị trung gian CMY được sử dụng. Các giá trị định lượng của màu được biểu diễn như là vectơ, với mỗi thành phần màu nằm trong đoạn từ 0 (không có màu) tới 100 (bão hòa màu) với các giá trị là số nguyên không âm trong hệ CMYK - do hệ này có thể coi về thực chất là độ bão hòa của màu tính theo thang độ phần trăm, và từ 0 đến 255 đối với hệ CMY và RGB:
tCMYK = {C, M, Y, K} là bốn phần tử CMYK trong đoạn {\displaystyle \left[0,100\right]^{4}},
tCMY = {C', M', Y'} là ba phần tử CMY trong đoạn {\displaystyle \left[0,255\right]^{3}},
tRGB = {R, G, B} là ba phần tử RGB trong đoạn {\displaystyle \left[0,255\right]^{3}}.

### Chuyển RGB thành CMYK
Chuyển đổi RGB thành CMY, sau đó chuyển CMY thành CMYK:
Chuyển: tRGB = {R,G,B}
chuyển đổi thành CMY: tCMY = {C',M',Y'} = {(255 − R), (255 − G), (255 − B)}
Việc chọn lựa hệ số K là vấn đề tương đối phức tạp, nó hoàn toàn phụ thuộc vào quyết định của nhà sản xuất ra thiết bị in ấn. Các giá trị của K bị các nhà sản xuất giữ kín như là một bí quyết công nghệ. Trong đa số trường hợp, hệ số K sẽ cho là bằng 0 khi độ bão hòa của màu đen thấp hơn từ 50% đến 75% do người ta cho rằng dưới mức hợp lý (hoàn toàn chủ quan) thì không cần phải in bằng mực đen.
Về lý thuyết người ta tạm chấp nhận K = min {C'/2,55, M'/2,55, Y'/2,55}. (0 <= K <=100)
và sau đó chuyển thành CMYK:
Nếu K = 100 thì C = 0, M = 0, Y = 0 (toàn bộ là màu đen).
Nếu 100 > K > 0 thì: C = (C'/2.55 - K) * 100 /(100 - K), M = (M'/2.55 - K) * 100 /(100 - K), Y = (Y'/2.55 - K) *100 /(100 - K) và K = K trong đó các giá trị C, M, Y, K được làm tròn đến phần nguyên.
Đây là tỷ lệ của bốn loại mực màu cần phải in trên cùng một vị trí để tạo ra màu cần thiết.

### Sửa màu
Việc sửa màu là cần thiết vì các dữ liệu về màu có thể chuyển tới thiết bị in ấn trong các định dạng khác nhau như RGB hay CMYK. Vì các thiết bị in ấn điện tử hiện nay là thiết bị hỗ trợ CMYK, nên mọi dữ liệu màu sắc chuyển tới thiết bị in phải được chuyển đổi sang định dạng CMYK để chúng có thể sử dụng được bởi các thiết bị in ấn để đưa ra bản in chấp nhận được. Ví dụ phần lớn các ứng dụng thương mại nói chung có định dạng màu theo hệ RGB, nhưng các ứng dụng đồ họa như CorelDraw, Adobe Photoshop, Adobe Illustrator v.v nói chung định dạng màu sắc theo các giá trị CMYK, tuy có hỗ trợ chế độ màu RGB. Vì thế các chế độ sửa chữa màu khác nhau có thể được sử dụng phụ thuộc vào nguồn dữ liệu cũng như chất lượng bản in dự kiến.
Có một số thiết lập để sửa màu, tạo ra một sự mềm dẻo trong việc chọn lựa dạng sửa chữa màu được sử dụng để in một số dữ liệu nào đó. Cụ thể là: tự động, chói, tắt, CMYK, hiển thị, đen trắng và phác thảo 2 màu.